# Matthias Grothe
Matthias Grothe (* 16. Mai 1978 in Hemer; † 31. Oktober 2017) war ein deutscher Basketballspieler und -trainer.

## Karriere

### Spieler
Grothe begann seine Karriere beim TuS Iserlohn. Der gebürtige Hemeraner durchlief alle Jugendmannschaften des Vereins. Der ehemalige Jugendnationalspieler des DBB spielte u. a. in der U22 zusammen mit Dirk Nowitzki.
Für Brandt Hagen bestritt Matthias Grothe von 1998 bis 2002 insgesamt 116 Bundesligaspiele. Für zwei Jahre kam er anschließend zurück zu seinem Heimatverein, der inzwischen zum zweiten Mal in die zweite Bundesliga aufgestiegen war. Das Eigengewächs des TuS Iserlohn wechselte 2004 erneut zurück an die Volme. Grothe bestritt 150 Spiele in Folge in fünf Zweitligajahren für Phoenix Hagen, ohne eine einzige Partie zu verpassen. In 4534 Minuten (30 Minuten durchschnittlich pro Spiel) erzielte er 2519 Punkte und schaffte 2009 mit den Feuervögeln als Kapitän den Aufstieg in die Basketball-Bundesliga. Nach einer letzten Saison im Oberhaus des deutschen Basketballs beendete der gebürtige Sauerländer seine Karriere. Beim letzten Heimspiel, einem 96:71-Erfolg gegen EnBW Ludwigsburg, wurde Matthias Grothe verabschiedet. Sein Trikot wurde an die Hallendecke gezogen und die Nummer 9 wird in Zukunft bei Phoenix Hagen nicht mehr vergeben als ein Zeichen der Wertschätzung für einen verdienten Sportler, wie es insbesondere auch in der US-amerikanischen Profiliga NBA üblich ist.

### Trainer
Er übernahm ab der Saison 2010/11 das Traineramt bei den NOMA Iserlohn Kangaroos und führte die Mannschaft 2014 zum Meistertitel in der ersten Regionalliga West. In der ersten Saison in der 2. Bundesliga ProB (2014/15) beendete Iserlohn unter Grothe die Punktrunde der Südstaffel als Tabellenführer und erreichte in der nachfolgenden Meisterrunde das Halbfinale. Auch in der Saison 2015/16 führte Grothe Iserlohns Mannschaft an die Spitze der ProB-Süd (Erster nach der Punktrunde), diesmal war im Playoff-Viertelfinale Endstation. Im Mai 2016 übernahm er zusätzlich den Posten des Co-Trainers der deutschen U16-Nationalmannschaft.
Im November 2016 erkrankte Grothe an Lymphdrüsenkrebs.
Mitte Februar 2017 gab er seinen Abschied aus Iserlohn zum Ende der Saison 2016/17 bekannt, um in der nachfolgenden Spielzeit das Cheftraineramt bei Phoenix Hagen zu übernehmen. Am 1. September 2017 gab Phoenix bekannt, dass Grothe seinen Aufgaben als Trainer wegen seines Gesundheitszustandes auf unbestimmte Zeit nicht nachkommen könne.
Am 31. Oktober 2017 erlag Matthias Grothe seinem Krebsleiden. Er wurde auf dem Hauptfriedhof Iserlohn beigesetzt.
Im Februar 2018 beschloss der Sportausschuss der Stadt Iserlohn, die 2011 am Hemberg errichtete Sporthalle in Matthias-Grothe-Halle umzubenennen.

## Erfolge
- 2009: Aufstieg mit Phoenix Hagen in die Basketball-Bundesliga

## Hangtime
Der 2009 produzierte Film Hangtime – Kein leichtes Spiel spielt im Umfeld von Phoenix Hagen. Daher wurden einige der Spieler in den Film eingebunden und erhielten kleinere Rollen. Auch Matthias Grothe war als Hans-Hubert im Film zu sehen und spielt einen Team-Kollegen der Hauptfigur Vinz.

## Privates
Grothe hinterlässt seine Ehefrau Maja sowie eine Tochter und einen Sohn. Die Familie ist auch nach dem Tod Grothes bei den Kangaroos aktiv. Maja Grothe war jahrelang eine Stütze der 1. Frauenmannschaft des Basketballvereins aus Iserlohn und ist 2020 sowohl für die Ballschule der Zwei- bis Vierjährigen als auch die U6 verantwortlich.